# جيمس هنري موليغان
جيمس هنري موليغان هو سياسي كندي، ولد في 1823، وتوفي في 15 يوليو 1892.